# 152mm polní houfnice M1955 (D-20)
152mm houfnice M1955, známá také jako D-20, (rusky 152-мм пушка-гаубица Д-20 обр. 1955 г.) je ručně nabíjená, tažená houfnice ráže 152 mm vyráběná v SSSR během 50. let 20. století. Poprvé byla západem rozpoznána v roce 1955 a byla tehdy označena jako M1955. Označení v indexu GRAU je 52-P-546.
Ráži 152 mm používala ruská armáda od první světové války, kdy Británie dodala 6palcové houfnice a carské Rusko zakoupilo 152mm děla od Schneidera (pravděpodobně odvozené od 155mm kanónu Mle 1877/16) pro carskou armádu. 
Nové houfnice M1955 byly náhradou předválečných houfnic ML-20 (152 mm houfnice M1937) a různých dalších polních houfnic jako model 09/30, model 1910/30, model 1938 M-10 a model 1943 D-1 z dob druhé světové války. Podle sovětské definice je houfnice 152 mm „střední“ dělostřelectvo. Byla označena jako „houfnice“, protože její úsťová rychlost přesahovala 600 m/s a délka hlavně přesahovala 30 ráží. 